# Josine Souweine
Josine Armandine Batardy-Souweine (Antwerpen, 12 oktober 1899 – Ukkel, 1983) was een  Belgisch beeldhouwer en medailleur.

## Leven en werk
Souweine was een dochter van Emile Souweine en Rosalie Lucy Hermine Eisenkraemer. Haar vader had zich als Joodse koopman vanuit Sittard in Antwerpen gevestigd. Souweine werd opgeleid aan de Koninklijke Academie voor Schone Kunsten van Brussel (1917-1924), onder leiding van de beeldhouwer Victor Rousseau.  In 1923 won zij de Prijs van Rome. Souweine vestigde zich als zelfstandig beeldhouwster aan de avenue Ducpétiaux in Brussel. Ze behoorde tot de Brusselse beeldhouwsters, naast Juliette Samuel-Blum, Henriëtte Calais, Jenny Lorrain en Yvonne Serruys, die zich aansloten bij de Cercle Artistique et Littéraire. Ze trouwde in 1940 met beeldhouwer Léon Batardy (1895-1951). Ze waren kort voor zijn overlijden naar Ukkel verhuisd. In 1952 bracht ze ook haar atelier over, de verbouwing van het huis werd uitgevoerd naar een ontwerp van Simone Guillissen-Hoa.
Souweine maakte klassiek-figuratieve (vrouwen)figuren en portretten in brons, hout, keramiek en steen. Ze exposeerde onder andere tijdens de Driejaarlijkse Tentoonstelling in Antwerpen (1926), in het Paleis van Schone Kunsten in Brussel (1938, 1961), in Gent (1950), tijdens de Vierjaarlijkse Tentoonstelling in Antwerpen (1951) en de Vierjaarlijkse Tentoonstelling in Luik (1953). Souweine was lid van de Belgische Nationale Raad voor Schone Kunsten. Haar werk is opgenomen in de collecties van de Koninklijke Musea voor Schone Kunsten van België, het Koninklijk Museum voor Schone Kunsten Antwerpen en het Museum voor Schone Kunsten in Luik.

## Enkele werken
- 1935 herm aan een hoge zuil voor het rosarium bij de wereldtentoonstelling van 1935 in Brussel. Souweine en Anne De Liedekerke maakten elk een herm, naar een ontwerp van Marcel Rau.
- 1945 medaille "Heureux celui owa pitie des afflices". Deze werd uitgegeven aan degenen die tijdens de Holocaust Joodse kinderen hadden opgevangen.[6]
- 1950 medaille voor de Nationale Raad van België.[7]
- buste van schilder Rodolphe Strebelle.

## Erkenning
- 1923 Prijs van Rome

- RKD-Nederlands Instituut voor Kunstgeschiedenis: 100009